# ورزشکاه کرون
ورزشکاه کرون (به انگلیسی: Crown Ground) یک ورزشگاه فوتبال در بریتانیا است که در Hyndburn واقع شده‌است.